# Багышла (верхний приток Усы)
Багышла (устар. Багышлы) — река в России, протекает по районам Башкортостана. Длина — 17 км.
Начинается у восточной окраины села Покровка. Течёт в общем юго-восточном направлении по открытой местности. В среднем течении реки стоит село Волково, в низовьях — деревня Христолюбово. Местами берега реки поросли лесом. Впадает в реку Уса на 35 км правого берега напротив деревни Аркаул.
Около Волково на реке устроен пруд.

## Данные водного реестра
По данным государственного водного реестра России относится к Камскому бассейновому округу, водохозяйственный участок реки — Уфа от Павловского гидроузла до водомерного поста посёлка городского типа Шакша, речной подбассейн реки — Белая. Речной бассейн реки — Кама.
Код водного объекта — 10010201212111100023964.